# Slöjspröding
Slöjspröding (Psathyrella cortinarioides) är en svampart som beskrevs av P.D. Orton 1960. Slöjspröding ingår i släktet Psathyrella och familjen Psathyrellaceae.  Arten är reproducerande i Sverige. Inga underarter finns listade i Catalogue of Life.